# Cangrande II della Scala
Cangrande II della Scala (Verona, 8 de juny de 1332 - 14 de desembre de 1359) fou fill de Mastino II della Scala. El 1351, a la mort del pare, fou proclamat senyor de Verona i de Vicenza i capità del poble i va governar amb son oncle Albert II della Scala fins al 1352. Es va casar a Verona el 22 de novembre de 1350 amb Elisabet de Baviera, filla del duc i emperador Lluís IV del Sacre Imperi Romanogermànic. Va deixar un fill natural de nom Guillem della Scala (Guglielmo). Va governar fins que fou assassinat per son germà Cansignoro della Scala el 1359.